# Gustaf Dalén, Skiftet
Gustaf Dalén är Finlands första kassunfyr, uppförd 1947. Den står i Skiftet mellan Åland och Egentliga Finland. Fyren är uppkallad efter Gustaf Dalén, som gjorde många uppfinningar ifråga om fyrars teknik. Fyren byggdes som ett experiment, och på basen av de goda erfarenheterna byggdes flera andra kassunfyrar som kunde ersätta fyrskepp.
Fyren står på ett undervattensgrund öster om Kumlinge och i riktning mot den fastländska skärgården (från Åland sett).
Själva fyrapparaturen är placerad på fyra pelare, för att vågorna vid hög sjö inte skulle slå mot denna utan kunna passera mellan pelarna. Fram till 1990-talet var fyren försedd med en kolsyredriven mistklocka. I samband med elektrifiering av fyren flyttades klockan som ett minnesmärke till Mariehamns hamn. Fyren fungerar numera med solpaneler, men släcks och tänds fortfarande med den av Dalén uppfunna solventilen.
Ljusanordningen i fyren skänktes 1946 av företaget AGA, i samband med att Finlands fyr- och lotsväsende firade 250-årsjubileum. Fyren var den första i sitt slag i landet, då den som kassunfyr placerades ute på grundet och tillverkad i armerad betong. Den tillverkades enligt svenska ritningar och kom därmed att få ett annorlunda utseende än andra finska fyrar.
Numera är fyren rödmålad med namnet Gustaf Dalén i stora, vita bokstäver.

## Källhänvisningar
1. 1 2 3  Fyrwiki, Svenska Fyrsällskapet, läs online.[källa från Wikidata]
2. 1 2 3  Finlands fyrlista, Transport- och kommunikationsverket, läs online och läs online.[källa från Wikidata]
3. ↑  Kaisa (2012-08-04): "Ålands frimärken berättar".  Åbo Svenska Församling. Läst 8 december 2014.
4. 1 2 3  "Fyrar". Arkiverad 24 september 2015 hämtat från the Wayback Machine. Ålandsposten Frimärken 2008:1, s. 28. Läst 8 december 2014.